# 강재언
강재언(姜在彦, 1926년 10월 25일~2017년 11월 19일)은 재일 한국인 역사가이자 교수로, 주 분야는 한국 근대사와 사상사였다.

## 저서
- 『조선 역사와 풍토』법률문화사 1966
- 『조선근대사연구』일본평론사 1970
- 『근대조선의 사상』기이쿠니야 서점・신서 1971
- 『근대조선의 변혁사상』 일본평론사 1973
- 『조선의 추이와 개화 근대조선에 있어서의 일본』평범사선서 1972
- 『근대에 있어서의 일본과 조선 조선문제 입문』 스쿠라무사・문고 1978
- '조선의 개화 사상' 이와 나미 서점 1980
- '일 아침 관계의 허구와 실상' 용계 서사 1980
- “일본에 의한 조선 지배의 40년” 오사카 서적 아사히 문화 북스 1983 이후 아사히 문고
- '근대조선의 사상' 미래사 1984

『조선근대사』 평범사선서 1986 이후 평범사 라이브러리
- "조선의 역사와 문화"오사카 서적 아사히 문화 북스 1987
- 『현계탄 에 걸친 역사 일조관계의 빛과 그림자』 오사카서적
- 『세계 도시의 이야기 7 서울』문예 춘추 1992 이후 문고
- “만주의 조선인 파르티잔 1930년대의 동만·남만을 중심으로” 아오키 서점 1993
- 『한국과 일본의 교류사 근세편』아카시 서점 강좌제 「민족대학」 소책자 1994
- 『서양과 조선 그 이문화 격투의 역사』 문예 춘추 1994 이후 아사히 선서
- 『강재히코 저작선』 아카시 서점 1996
  - 제1권(조선의 유교와 근대)
  - 제2권(조선근대의 변혁운동)
  - 제3권(조선의 개화 사상)
  - 제4권 조선의 서학사 / 스즈키 노부아키
  - 제5권(근대조선의 사상)
- 「재일」로부터의 시좌 강재히코 재일 논집 신칸사 1996
- ' 김일성 신화의 역사적 검증 항일 파르티잔 의 <허>와 <실>> 아카시 서점 1997
- 『조선근대의 풍운지』아오오카문화사 2000
- 『조선 유교 의 2천년』 아사히 선서 2001 이후 코단샤 학술 문고
- 『조선통신사가 본 일본』 아카시 서점 2002
- 『역사 이야기 한반도』 아사히 선서 2006

### 공편
- '조선의 역사' 박경식 공저 삼일 서방 삼일신서 1957
- 『근대 조선의 사회와 사상』 이 누마 지로 공편 미래사 교토대학 인문과학연구소 보고
- 『수기=재일조선인』김달수 공 편저 용계서사 1981
- 『식민지기 조선의 사회와 저항』 이누마지로 공편 미래사 교토대학 인문과학연구소보고 1982
- 『조선에서의 니질 콘체른』편 후지 출판 1985
- “일본과 조선의 2천년” 우에다 마사아키 공편 오사카 서적 아사히 문화 북스 1985
- '재일한국·조선인-역사와 전망' 김동훈 공저 노동경제사 1989
- '일조교류사 새로운 이웃국 관계를 구축하기 위해' 이진희 공저有斐閣選書 1995
- 『조선 학사 시작』 이진희 공편 기타 타다 외 저 아오오카 문화사 1997
- 「세월은 유수와 같이」다케나카 에미코 공저 아오카 문화사 2003

### 번역
- 『조선세시기』역주평범 사 동양문고 1971
- 신유『해양록 조선통신사의 일본기행』역주 평범사 동양문고 1974

### 기념 논문집
- 『논집 조선 근현대사 강재히코 선생 고희 기념논문집』가와이 카즈오 , 히다 유이치 , 미즈노 나오키 , 미야지마 히로시 편 아카시 서점 1996